# Mahan (Iran)
Mahan (en persan: ماهان, Māhān) est un village en Iran dans la province de Kerman, à trente-cinq kilomètres au sud-est de la ville de Kerman. Il est situé dans une oasis. Mahan est connu pour le mausolée du chef soufi Nematollah Wali et pour le fameux jardin de Shahzadeh situé à six kilomètres au sud. Sa population était de 16 787 habitants en 2006 et de 19 002 habitants en 2012.
Le mausolée de Nematollah Wali (vers 1331 - vers 1431), fondateur d'une branche de derviches et poète, est un édifice complexe avec une coupole et des minarets jumeaux. la coupole et le tambour, ainsi que les minarets sont recouverts de céramiques de couleur turquoise. Il a été érigé en 1436 par Ahmad Chah Wali, agrandi et restauré sous le règne d'Abbas Ier, en 1601. Les minarets ont été achevés sous le règne de Mohammad Chah, de la dynastie Qadjar, et de son fils Nessaredin. Ce lieu est fort visité des pèlerins.